# Vuokŋoljávrrit
Vuokŋoljávrrit är en grupp sjöar i kommunen Utsjoki i landskapet Lappland, Finland, som består av åtminstone: 
- Guđátjávri, 69°56′16″N 27°34′34″Ö / 69.9379°N 27.5761°Ö (31,7 ha)
- Vidátjávri, 69°55′47″N 27°33′54″Ö / 69.9296°N 27.5649°Ö (12,1 ha)
- Njealjátjávri, 69°55′18″N 27°33′10″Ö / 69.9217°N 27.5528°Ö (46,8 ha)
- Goalmmátjávri, 69°54′39″N 27°31′47″Ö / 69.9108°N 27.5298°Ö (58,7 ha)
- Goahtejávri, 69°54′06″N 27°29′48″Ö / 69.9017°N 27.4966°Ö (81 ha)